# Мері П. Андерсон
Мері Пікул Андерсон — гідролог, геолог і почесний професор гідрогеології. Є членом Геологічного товариства Америки, Американського геофізичного союзу та Національної інженерної академії.

## Молодість і освіта
Андерсон народилася 30 вересня 1948 року в Буффало в Нью-Йорку. У 1970 році вона отримала ступінь бакалавра в Університеті штату Нью-Йорк у Буффало У 1971 році вона здобула ступінь магістра та докторську ступінь у 1973 році в Стенфордському університеті. Через деякий час в Саутгемптонському коледжі Університету Лонг-Айленда вона приєдналася до факультету Університету Вісконсіна-Медісона в 1975 році, де її підвищили до професорки в 1985 році.
Мері була обрана членкинею Національної інженерної академії в 2006 році за лідерство в розробці моделей потоків підземних вод. Андерсон також обіймала посаду президента секції гідрології Американського геофізичного союзу з 1996 по 1998 рік і була головною редакторкою журналу Groundwater з 2002 по 2005 рік.

## Дослідження
Дослідження Андерсон включають взаємодію ґрунтових вод і озера та застосування комп’ютерних моделей.
Вона є співавторкою двох підручників, зокрема «Вступ до моделювання підземних вод» і «Прикладне моделювання підземних вод», наразі у другому виданні (2015). Вважається, що вона перетворила моделювання підземних вод на «фундаментальний інструмент для практикуючих гідрологів».

### Вибрані видання
- Anderson, Mary P.; Cherry, John A. (1 листопада 1979). Using models to simulate the movement of contaminants through groundwater flow systems. C R C Critical Reviews in Environmental Control. 9 (2): 97—156. doi:10.1080/10643387909381669. ISSN 0007-8999.
- Anderson, Mary P.; Cherry, John A. (1 листопада 1979). Using models to simulate the movement of contaminants through groundwater flow systems. C R C Critical Reviews in Environmental Control. 9 (2): 97—156. doi:10.1080/10643387909381669. ISSN 0007-8999.
- ANDERSON, MARY P. (1 квітня 1989). Hydrogeologic facies models to delineate large-scale spatial trends in glacial and glaciofluvial sediments. GSA Bulletin. 101 (4): 501—511. Bibcode:1989GSAB..101..501A. doi:10.1130/0016-7606(1989)101<0501:HFMTDL>2.3.CO;2. ISSN 0016-7606.

## Нагороди та відзнаки
- Премія М. Кінґа Губберта Асоціації вчених та інженерів підземних вод і Національної асоціації підземних вод (1992)[9]
- Премія О. Е. Мейнцера, Геологічне товариство Америки (1998)[10]
- Членкиня Геологічного товариства Америки[11]
- Членкиня Американського геофізичного союзу (1999)[12]
- Премія C.V. Theis, Американський інститут гідрології (2000)[13]
- Обрана членкиня Національної інженерної академії (2006)[4]
- Лекція Волтера Лангбейна, Американський геофізичний союз (2007)[14]